# 17 aprile
Il 17 aprile è il 107º giorno del calendario gregoriano (il 108º negli anni bisestili). Mancano 258 giorni alla fine dell'anno.

## Eventi
- 1155 – Nella domenica di Pasqua, Federico I Barbarossa viene incoronato a Pavia come re d'Italia con la Corona ferrea; alcuni storici ritengono che l'incoronazione sia invece avvenuta a Monza il precedente 15 aprile, Venerdì santo[1][2];
- 1492 – I Re cattolici e Cristoforo Colombo firmano le Capitolazioni di Santa Fe in cui stabilivano le condizioni di finanziamento del suo viaggio verso le Indie orientali passando da ovest;
- 1521 – Martin Lutero convocato dall'imperatore a giustificarsi davanti alla Dieta di Worms;
- 1524 – Giovanni da Verrazzano raggiunge il porto di New York;
- 1797 – Scoppiano a Verona le Pasque veronesi contro i francesi che avevano invaso la Repubblica veneta;
- 1848 – Viene abbattuto il muro che circondava il Ghetto ebraico di Roma;
- 1861 – La Virginia secede dagli Stati Uniti d'America;
- 1865 – Mary Surratt è arrestata come cospiratrice nell'assassinio di Abraham Lincoln;
- 1895 – Trattato di Shimonoseki, noto in Cina come Trattato di Maguan: convenzione firmata all'Hotel Shunpanrō fra l'Impero giapponese e la Dinastia Qing che pose fine alla prima guerra sino-giapponese (1º agosto 1894 - 17 aprile 1895);
- 1912 – L'esercito zarista compie il Massacro della Lena;
- 1924 – Viene fondata la casa di produzione cinematografica statunitense Metro-Goldwyn-Mayer (MGM);
- 1941 – Seconda guerra mondiale: la Jugoslavia capitola a seguito dell'invasione a opera delle forze dell'Asse;
- 1944 – Strage nazifascista a Berceto, Rufina (FI): soldati tedeschi uccidono due anziani, due bambine e cinque donne;
- 1944 – Seconda guerra mondiale: rastrellamento del Quartiere Quadraro a Roma;
- 1961 – Crisi dei missili di Cuba/Baia dei Porci: inizia l'invasione di Cuba;
- 1964
  - La Ford presenta l'auto sportiva Mustang;
  - Jerrie Mock è la prima donna a circumnavigare la terra per via aerea;
- 1969
  - Viene deposto Alexander Dubček, presidente del Partito Comunista di Cecoslovacchia;
  - Sirhan Sirhan è condannato per l'assassinio di Robert Kennedy;
- 1970 – Rientra sulla Terra la cabina dell'Apollo 13;
- 1975 – La Cambogia cade in mano ai Khmer rossi;
- 1982 – La regina Elisabetta II approva la nuova costituzione del Canada;
- 1984 – Londra: undici persone vengono ferite e rimane uccisa l'agente Yvonne Fletcher in una sparatoria fra la polizia e un gruppo di manifestanti davanti all'ambasciata della Libia; l'episodio provocherà un assedio di undici giorni all'edificio in cui si trova l'ambasciata;
- 2002 – Afghanistan: uccisione di quattro soldati canadesi colpiti dal fuoco amico di due F-16 statunitensi;
- 2003 – Papa Giovanni Paolo II pubblica l'enciclica Ecclesia de Eucharistia sull'Eucaristia nel suo rapporto con la Chiesa;
- 2004 – Cisgiordania: Gaza, ucciso da un missile israeliano il responsabile del gruppo palestinese Hamas, Abd al-Aziz al-Rantissi;
- 2014 – La NASA annuncia la scoperta del pianeta più simile alla Terra finora scoperto, a cui viene dato il nome di Kepler-186 f.

## Nati
Ci sono circa 1 150 voci su persone nate il 17 aprile; vedi la pagina Nati il 17 aprile per un elenco descrittivo o la categoria Nati il 17 aprile per un indice alfabetico.

## Morti
Ci sono circa 470 voci su persone morte il 17 aprile; vedi la pagina Morti il 17 aprile per un elenco descrittivo o la categoria Morti il 17 aprile per un indice alfabetico.

## Feste e ricorrenze

### Civili
Internazionali:
- Giornata internazionale dell'emofilia[3]
- Giornata internazionale delle lotte contadine[4]

Nazionali:
- Samoa Americane: Flag Day (Giorno della Bandiera, festa nazionale)
- Siria – Giorno dell'indipendenza

### Religiose
Cristianesimo:
- Sant'Acacio di Melitene, vescovo
- Santa Benedetta di Locuste, martire
- Santa Kateri Tekakwitha, vergine e laica
- San Donnano di Eigg e compagni martiri
- Santi Elia, Paolo e Isidoro, martiri
- Sant'Innocenzo di Tortona, vescovo
- Sante Isidora e Neofita, martiri
- San Landerico, abate
- San Pantagato di Vienne, vescovo
- Santi Pietro ed Ermogene, martiri
- San Roberto di La Chaise-Dieu, abate
- San Roberto di Molesme, abate, fondatore dell'Ordine cistercense
- Santi Simeone Bar Sabba'e, Usthazade e compagni, martiri in Persia
- San Vitale, prefetto e martire
- San Wando, abate
- Beata Chiara Gambacorti, domenicana
- Beato Enrico Heath (Paolo di Santa Maddalena), sacerdote e martire
- Beato Giacomo da Cerqueto, sacerdote agostiniano
- Beato Giacomo Won Si-bo, martire
- Beata Maria Anna di Gesù Navarro, mercedaria
- Beato Rodolfo di Berna, martire

Taoismo:
- Festa di Chiu-tien Hsuan-nu, Signora dei Nove Celestiali Domini Divini

Animismo dell'etnia Nu (Cina)
- Festa della fata dei fiori